# Châu Sơn, Ba Vì
Châu Sơn từng là một xã thuộc huyện Ba Vì, thành phố Hà Nội, Việt Nam.
Xã Châu Sơn có diện tích 3,58 km², dân số năm 1999 là 4048 người, mật độ dân số đạt 1131 người/km².
Ngày 1 tháng 1 năm 2025, Ủy ban Thường vụ Quốc hội hợp nhất 3 xã Châu Sơn, Phú Phương và Tản Hồng thành xã Phú Hồng